# Val d’Aran
Val d’Aran [baldaˈɾaⁿ] (kat. Vall d’Aran [ˌbaʎdəˈɾan], hiszp. Valle de Arán) – comarca w północnej Katalonii w Pirenejach. Obejmuje obszar doliny Aran (skąd nazwa) i część doliny Barravés. Jest jedynym fragmentem terytorium Katalonii należącym do zlewiska Oceanu Atlantyckiego; ma tu źródło główna rzeka Gaskonii – Garonna. Stolicą i największą miejscowością jest Vielha.
W średniowieczu dolina Aran wielokrotnie przechodziła ze strefy wpływów Francji do Aragonii i z powrotem, zachowując jednak zawsze pewną niezależność. W 1167 roku powstało tu katarskie biskupstwo (biskupi: Raimund Casals, Raimund Baimiac).
Ostatecznie dolina stała się częścią Korony Aragońskiej w 1512 r., chociaż później była jeszcze kilkakrotnie okupowana przez wojska francuskie. Szereg przywilejów gwarantował Aranowi autonomię prawną. Wraz z Aragonią Aran został przyłączony do państwa hiszpańskiego, co doprowadziło do zniesienia instytucji autonomicznych w XIX w.
Po śmierci Franco mieszkańcy Aranu dążyli do odnowienia autonomii. W sporze między zwolennikami oddzielenia się od Katalonii i utworzenia własnej wspólnoty autonomicznej a zwolennikami uzyskania autonomii w ramach Katalonii, zwyciężyła druga z opcji. W roku 1990 parlament kataloński uchwalił Ustawę o ustroju specjalnym doliny Aran (Llei sobre el règim especial d’Era Val d’aran), która precyzuje zakres autonomii. Od 2006 r. status Aranu jest gwarantowany przez art. 94 Statutu autonomicznego Katalonii.
Władzę w comarce sprawuje Rada Generalna Aranu (oks. Conselh Generau d’Aran), którą tworzą:
- Sindic (Syndyk, nazwa nawiązuje do urzędu istniejącego w Aranie w średniowieczu) – jest najwyższym przedstawicielem mieszkańców comarki i jednocześnie przedstawicielem Katalonii w comarce,
- Plen (plenum) – radni wybierani w poszczególnych gminach,
- Comission d’Auditors de Compdes – komisja ds. finansów.

Dzięki historycznej przynależności do Korony Aragońskiej, a obecnie do zdecentralizowanego państwa hiszpańskiego, comarca Aran jest jedynym terytorium, w którym większość ludności mówi językiem oksytańskim, a język ten jest urzędowym (art. 36 Statutu autonomicznego Katalonii).